# 5848 Harutoriko
Az 5848 Harutoriko (ideiglenes jelöléssel 1990 BZ1) a Naprendszer kisbolygóövében található aszteroida. Masanori Matsuyama,  Vatanabe Kazuró fedezte fel 1990. január 30-án.